# Eleleis crinita
Espèce
Eleleis crinita est une espèce d'araignées aranéomorphes de la famille des Prodidomidae.

## Distribution
Cette espèce est endémique du Cap-Occidental en Afrique du Sud,.

## Description
La femelle holotype mesure 2 mm.
La femelle décrite par Rodrigues et Rheims en 2020 mesure 2,32 mm.

## Publication originale
- Simon, 1893 : Histoire naturelle des araignées. Paris, vol. 1, p. 257-488 (texte intégral).